# Porno Studio Tycoon
Porno Studio Tycoon — компьютерная игра в жанре экономического симулятора, разработанная и изданная российской инди-студией Zitrix Megalomedia. Выпуск игры состоялся 5 мая 2017 года на Windows.

## Игровой процесс
Porno Studio Tycoon — компьютерная игра в жанре экономического симулятора. Игроку предстоит развивать свою порно-студию, нанимать актрис для съëмок, а также искать место где будут проходить съëмки.

## Отзывы критиков
| Иноязычные издания | Иноязычные издания |
| Издание            | Оценка             |
| ------------------ | ------------------ |
| Multiplayer.it     | 6/10               |
| Capsule Computers  | 4,5/10             |

Симон Тальяферри из Multiplayer.it порекомендовал игру поклонникам жанра, ищущим экзотики, но отметил однообразность игрового процесса, плохое техническое состояние и ужасный перевод на английский. Джейми Цуй из Capsule Computers оценил игру на 4,5 балла из 10, отметив посредственный геймплей, привлекающий только за счёт кликбейтной тематики.